# Moraine (Ohio)
Pour les articles homonymes, voir Moraine (homonymie).
La ville américaine de Moraine est située dans le comté de Montgomery, dans l’État de l’Ohio. Elle comptait 6 307 habitants lors du recensement de 2010.